# Christina Perri
Christina Judith Perri (* 19. srpen 1986, Philadelphia, USA) je americká zpěvačka, kytaristka, pianistka a skladatelka.

## Počátky
Narodila se a vyrůstala ve městě Bensalem. Jejím bratrem je kytarista Nick Perri, ona sama se na kytaru naučila hrát díky sledování videokazety s Shannon Hoon. Dále hraje na piano a perkuse. V roce 2012 v televizní show uvedla, že je římskokatolického vyznání.

## Kariéra
Ve 21 letech se odstěhovala do Los Angeles, kde se také provdala. Manželství však trvalo pouhých 18 měsíců, načež se vrátila do Philadelphie a začala psát písně. V roce 2011 vydala své první album Lovestrong. K největším hitům tohoto alba patří písně jako Jar of Hearts, A Thousand Years či Arms.
Píseň Jar of Hearts dosáhla největších úspěchů. V pěti zemích světa se nahrávka stala platinovou. V České republice dosáhla v oficiální hitparádě IFPI třetího místa. Christina píseň naživo představila v několika show, mimo jiné i před boxerským zápasem mezi Vitalijem Kličkem a Derekem Chisorou v roce 2012 v německém Mnichově.
Píseň A Thousand Years byla použita v posledním filmovém zpracování ságy Stmívání.
V roce 2014 vydala své druhé album, na kterém začala pracovat v roce 2013 a které pojmenovala Head or Heart. První vlaštovkou z alba se stala skladba Human.

## Diskografie
- Lovestrong (2011)
- Head or Heart (2014)
- Songs for Carmella: Lullabies & Sing-a-Longs (2019)
- A Lighter Shade of Blue (2022)
- Songs for Pixie (2023)
- Songs for Christmas (2023)